# Valentina Sávina
Valentina Serguéyevna Sávina –en ruso, Валентина Сергеевна Савина– (1943) es una deportista soviética que compitió en ciclismo en la modalidad de pista, especialista en la prueba de velocidad individual. 
Ganó seis medallas en el Campeonato Mundial de Ciclismo en Pista entre los años 1962 y 1970.

## Medallero internacional
| Campeonato Mundial | Campeonato Mundial        | Campeonato Mundial | Campeonato Mundial   |
| Año                | Lugar                     | Medalla            | Competición          |
| ------------------ | ------------------------- | ------------------ | -------------------- |
| 1962               | Milán ( Italia)           | Medalla de oro     | Velocidad individual |
| 1963               | Rocourt ( Bélgica)        | Medalla de bronce  | Velocidad individual |
| 1965               | San Sebastián ( España)   | Medalla de oro     | Velocidad individual |
| 1966               | Fráncfort ( RFA)          | Medalla de plata   | Velocidad individual |
| 1967               | Ámsterdam ( Países Bajos) | Medalla de oro     | Velocidad individual |
| 1970               | Leicester ( Reino Unido)  | Medalla de bronce  | Velocidad individual |